# Clubiona oligerae
Clubiona oligerae là một loài nhện trong họ Clubionidae.
Loài này thuộc chi Clubiona. Clubiona oligerae được miêu tả năm 1995 bởi Mikhailov.